# El especialista
El especialista es una película estadounidense de acción de 1994 dirigida por Luis Llosa, protagonizada por Sylvester Stallone, Sharon Stone, James Woods y coprotagonizada por Eric Roberts y Rod Steiger. 
La banda sonora de la cinta contiene en su mayoría pop latino y destaca el éxito de Gloria Estefan «Turn the Beat Around» y el de Azúcar Moreno como primer dúo Español en debutar en una B.S.O. de EE. UU. con la interpretación del tema 'El Amor'.

## Sinopsis
En 1984, el Capitán Ray Quick (Sylvester Stallone) y el Coronel Ned Trent (James Woods), expertos en explosivos que trabajan para la CIA, tienen la misión de volar un automóvil que transporta a un traficante de drogas sudamericano mientras este cruza una represa hidroeléctrica. Cuando aparece el auto, observan que una niña pequeña está dentro con el traficante. Ray insiste en que aborten la misión, pero Ned intenta llevarla a cabo y permite que la carga explote, lo que resulta en la muerte tanto del traficante de drogas como de la niña. Quick se salva por poco, arrojándose desde la represa hacia el río. Furioso por la muerte injusta de la niña, Ray golpea salvajemente a Ned y huye, renunciando efectivamente a la CIA.
Años más tarde, en Miami, Ray trabaja como asesino a sueldo independiente. Vive una existencia solitaria con su gato, llamado "Crono". Las personas desesperadas lo contactan a través de un tablón de anuncios de internet y él toma los casos que le interesan. Ray se especializa en "dar forma" a sus explosiones, construir y plantar bombas que explotan sólo el objetivo previsto mientras dejan intactos a los inocentes transeúntes.
Ray responde los anuncios publicados por una mujer llamada May Munro (Sharon Stone) y le habla a menudo para poder decidir si debe aceptar el trabajo o no. Durante las conversaciones, su historia le intriga, junto con el hecho de que ve lo atractiva que es mientras la sigue. Ella es la única hija de padres que fueron asesinados por Tomás León (Eric Roberts) y sus hombres. Contra su mejor juicio, y empujado por su insistencia de que ella se infiltrará en la pandilla con o sin él, Ray es persuadido para aceptar el trabajo. A pesar de que él estuvo de acuerdo, May se infiltra en la vida de Tomás como Adrian Hastings.
Por su parte, Ned ahora trabaja para Joe Leon (Rod Steiger), el padre de Tomás y director de su organización mafiosa, como jefe de seguridad. Una vez que Ray comienza a  realizar sus explosiones con los muchachos de nivel inferior en la mafia, contactan al jefe de policía para colocar a Ned como agente especial en su escuadrón de bombas. May tolera a Tomas y juega como su novia para que pueda ver los ataques de Ray uno por uno. Después de la muerte del segundo objetivo, se revela que May se vio forzada a acercarse a Ned, cuyo objetivo era sacar a Ray de su escondite. Después de que el trabajo en América del Sur salió mal, Ned fue despedido de la CIA y tiene la intención de vengarse.
Cuando se establece la trampa para Tomás, detonar una pequeña bomba para matarlo solamente a él en un hotel, May entra en la habitación con él; la explosión resultante parece matarlos a ambos. Cuando Ned acude a Joe para presentarle sus respetos, lo dejan vivo sólo para que pueda encontrar a Ray y llevarlo a Joe antes de que Tomas sea enterrado. Joe dice que la vida de Tomas estaba en las manos de Ned, como jefe de seguridad. Tanto Ray su excompañero creen que May está muerta, pero Quick descubre que todavía se están publicando mensajes en el tablero de anuncios. Él responde a uno, y se da cuenta rápidamente de que es una trampa puesta por Ned y el escuadrón de bombas, para tratar de encontrarlo.
Cuando va al funeral de Adrian Hastings, Ray descubre que May está viva, al ver que en el ataúd la persona que se encuentra allí es una señora mayor. May había asistido oculta al funeral para ver si Ray iría, y estos se encuentran. Luego van al Hotel Fontainebleau, donde hacen el amor. Después de esto ella se va. Mientras tanto, Ned ha ido a la catedral y descubre que la persona en el ataúd no es May. Ella se encuentra con Ned en el vestíbulo del hotel, cuando la busca y se excusa de por qué no le dijo que estaba viva. Se le ordena a un secuaz que la lleve al auto y en el camino le pide a este ir al baño. Una vez allí, ella usa un teléfono celular para advertir a Ray que le habían tendido una emboscada. Quick prepara la habitación del hotel para que explote, y cuando los secuaces de Ned entran, detona y rompe toda la habitación, que cae en el océano.
May es llevada a Joe Leon, explicando una venganza por la muerte de sus padres hace muchos años, Joe quiere matarla pero Ned insiste en mantenerla viva para atraer a Ray. Ned escucha mientras Quick llama a May, se niega a reunirse con ella y se "enreda" nuevamente, pero ella lo convence de que realmente se preocupa por él. Organiza una reunión en un restaurante de mariscos y May usa codificación secreta para decirle que es una trampa antes de colgar, el mensaje dejado en el hotel, de no confiar en ella. Cuando Ned envía a May adentro, el restaurante explota. Ray y May escapan en una lancha rápida al escondite de Quick. Ned escucha la grabación de la llamada de Ray y rastrea su ubicación. A la mañana siguiente, May se está preparando para ir a matar finalmente a Joe Leon, pero Ray le dice que deje el pasado. Ned llega con un ejército de policías que rodean el escondite con trampas explosivas. En un enfrentamiento final, Ray y May están acorralados. Ned los persigue, pero su propia arrogancia lo mata cuando pisa una bomba. Después de que todo el escondite explota sube debido a la detonación en cadena de las bombas, parece que todos en el interior han muerto, pero Ray y May escapan sin ser vistos a través de un túnel.
Al día siguiente, Joe lee sobre el incidente en el almacén. Él le agradece a Dios por vengarse de Ray y May. Luego abre el correo que le trajeron y encuentra un collar. Contiene una foto de los padres de May, al ver que este tiene una bomba los maldice antes de que explote el collar. Después de escuchar la explosión y saber que ningún responsable de la muerte del padre de May queda vivo, Ray le pregunta cómo se siente, a lo que ella responde "Mejor". Ambos se van para comenzar su vida juntos.

## Reparto
| Personaje       | Actor                 | Doblaje España       | Doblaje México          | Doblaje México (DVD/BR) |
| --------------- | --------------------- | -------------------- | ----------------------- | ----------------------- |
| Ray Quick       | Sylvester Stallone    | Ricardo Solans       | Blas García             | Salvador Delgado        |
| May Munro       | Sharon Stone          | Mercedes Montalá     | Yolanda Vidal           | Rebeca Manríquez        |
| Ned Trent       | James Woods           | Antonio García Moral | Pedro D'Aguillon Jr.    | Carlos Becerril         |
| Tomas León      | Eric Roberts          | Gonzalo Abril        | Carlos Becerril         | Arturo Mercado          |
| Joe León        | Rod Steiger           | Pepe Mediavilla      | Víctor Mares Sr.        | Pedro D'Aguillon Sr.    |
| Charlie         | Mario Ernesto Sánchez | Miguel Ángel Jenner  | Miguel Ángel Ghigliazza | Armando Réndiz          |
| Steven (Cop #4) | Karlos Granada        |                      |                         |                         |

## Recepción y crítica
La cinta fue estrenada el 7 de octubre de 1994. Contó con un presupuesto de USD 45 millones y recaudó a nivel mundial USD 170 millones, convirtiéndose en un éxito taquillero. 
Recibió críticas negativas. El crítico Roger Ebert le dio 2 estrellas de 4 posibles. Gene Siskel tampoco elogió la cinta, y describe la interpretación de Stallone como “tan solemne que da risa”. James Berardinelli le dio 1 ½ de 4 estrellas, citando: “La cinta intenta ser un thrilldramático. Por otra parte, a decir verdad, la cinta tiene dos atributos (ambos usados al máximo): Los bíceps de Sylvester Stallone y los senos de Sharon Stone. Todo lo demás, últimamente, es superfluo, que se hace evidente al momento que empiezas a pensar en la trama.”
La cinta fue nominada a Peor Película, Peor Actor (Stallone), Peor Actor de Reparto (Steiger) Peor Pareja (Stallone y Stone) y “ganó” en la categoría de Peor Actriz (Stone) en los Premios Golden Raspberry de 1994.
Tiene una aprobación del 7% en Rotten Tomatoes basada en 28 críticas especializadas, y de un 29% por parte de la audiencia. En FilmAffinity tiene una puntuación de 4,1/10, y en IMDb tiene un 5,6/10

## Datos de la producción
- En enero de 1993, el L.A. Times enlistó a El especialista como el mejor guion aún no producido en Hollywood, basado en una encuesta a 40 agentes, productores y ejecutivos de los estudios.
- En la versión original del guion el personaje principal se llamaba Earl Quick.
- Mario Van Peebles fue considerado para dirigir la cinta en 1991 pero declinó.
- A Steven Seagal se le ofreció la oportunidad de dirigir y protagonizar la cinta pero exigía el pago de USD 9 millones extras. El estudio optó por ofrecer el protagónico a Stallone.
- Los productores consiguieron que Stallone hiciera la película amenazándolo con reemplazarlo con Warren Beatty.
- David Fincher estuvo ligado para dirigir la cinta. Sylvester Stallone quería a Fincher pero no fue aceptado por los productores, debido a que la carrera de Fincher estaba congelada por el fracaso de Alien³ (1992),  carrera que no resucitó sino hasta el estreno del éxito taquillero y en la crítica Seven (1995).